# Azul (partido)
Azul (Partido de Azul) is een partido in de Argentijnse provincie Buenos Aires. Het bestuurlijke gebied telt 62.996 inwoners. Tussen 1991 en 2001 steeg het inwoneraantal met 1,16 %.

## Plaatsen in partido Azul
- Ariel
- Arroyo de los Huesos
- Azul
- Cacharí
- Chillar
- Dieciseis de Julio
- Lazzarino
- Martín Fierro
- Miramonte
- Nieves
- Pablo Acosta
- Parish y Shaw